# Юркевич, Павел Борисович
Юркевич Павел Борисович (14 июня 1955 г., Пинск — 12 февраля 2022 г., Москва) — российский бизнесмен и изобретатель технологий в сфере подземного строительства. Самое известное его изобретение — «Буровая железобетонная колонна и способ ее возведения», запатентованное в России, странах СНГ, США и Европе. В инженерных кругах данную технологию называли «буровые колонны Юркевича». Автор 14 изобретений и 40 публикаций в научно-технических журналах. Участник ряда международных конгрессов и семинаров за рубежом. Бывший индивидуальный член Тоннельной Ассоциации Италии (GIS).

## Биография
Родился в г. Пинске (Белоруссия) 14 июня 1955 г. в многодетной семье учителей. С детства отличался большим трудолюбием, причем не только к умственному, но и физическому труду. В 1977 г. с отличием закончил факультет «Мосты и Тоннели» МИИТа по специальности инженер путей сообщения — строитель. С 1977 по 1978 гг. работал инженером в отделе проектирования мостов института «Белгипродор» в Минске. С 1978 по 1993 гг. работал в «Минскметропроекте», где прошёл путь от инженера до главного конструктора. С 1993 по 2000 гг. руководил собственным бюро в Минске. С 2000 г. до самой смерти руководил собственным бюро в Москве.
Умер 12 февраля 2022 г. в результате двусторонней пневмонии, которая развилась на фоне штамма «омикрон» коронавируса. Похоронен в Подмосковье, недалеко от своего загородного дома.

## Изобретения
Юркевич П. Б. — автор 14 изобретений, защищенных а.с. СССР, патентами России и иностранными патентами.
Разработал четырёхуровневую сводчатую конструкцию и технологию строительства подземной автостоянки на пл. Революции в Москве, не имеющие аналогов в мире, ставшие визитной карточкой Тоннельной Ассоциации России и принесшие ему международную известность за выдающееся сооружение в мире.
Разработал и запатентовал в России, Евразийском и Европейском союзах, также в США, монолитные железобетонные буровые колонны, как ключевой элемент при использовании полузакрытого способа строительства сооружений «top-down» и комбинированного способа «top & down». Благодаря этой разработке по проектам бюро Юркевича в Москве успешно построено 10 уникальных объектов способом «top & down», в том числе БЦ «Виктори Плаза» с рекордным количеством наземных этажей в мире, возведенных этим способом с железобетонным несущим каркасом (22 этажа) и остеклением фасадов до завершения возведения подземной части (5 этажей).
Разработал и запатентовал в России двухслойную гидроизоляцию из геосинтетиков с внутренним страховочным дренажным слоем, как самозалечивающуюся систему, не имеющую аналогов в мире и обладающую высочайшей надежностью и не требующую выполнения инъекционных работ для подавления протечек. Эта система гидроизоляции впервые успешно применена на строительстве отеля 5* de luxe «The Ritz Carlton, Moscow», эксплуатируемого с 2007 г. без каких-либо протечек и инъекционных работ по их подавлению.
Все права на изобретения Юркевича П. Б. принадлежат основанному им «Инженерному бюро Юркевича», которое специализируется на уникальных, особо опасных и технически сложных объектах транспортного и хозяйственного назначения.

## Публикации
Юркевич П. Б. — автор 40 публикаций в научно-технических журналах по строительству в СССР, России, Италии, Чехии, Великобритании (Elsevier Science, Оксфорд)/США (Центр подземных исследований, Миннеаполис). Среди них:
- «Реконструкция и реставрация комплекса музея А. С. Пушкина в Москве. Совершенствование технологии строительства фондохранилища», «Подземное пространство мира», № 2-3, 1998, стр. 20-21, ТИМР, Москва.
- «Подземная автостоянка на пл. Революции в Москве. От технического предложения до реализации проекта», Чешский журнал «Tunel», № 1, 1999.
- «Гидроизоляция подземных сооружений с использованием геосинтетиков. Три подхода к обеспечению надежности гидроизоляции», ИИЦ «ТИМР», приложение к журналу «Подземное пространство мира», 2001, 72 стр.
- «Буровые колонны — новая реальность», «Подземное пространство мира», № 4, 2001, стр. 12-21, ТИМР, Москва.
- «Возведение монолитных железобетонных перекрытий при полузакрытом способе строительства подземных сооружений», «Подземное пространство мира», № 1, 2002, стр. 13-22, ТИМР, Москва.
- «Совершенствование полузакрытого способа строительства подземных сооружений или „Hi-Tech“ по-русски», «Подземное пространство мира», № 5, 2003, стр. 11-27, ТИМР, Москва.
- "Реконструкция театра «Ла Скала», «Подземное пространство мира», № 6, 2003, стр. 30-34, ТИМР, Москва.
- «Международный отель „Ritz Carlton“ на улице Тверской (г. Москва). Трудная реализация сложнейшего проекта», «Подземное пространство мира», № 3-4, 2005, стр. 7-23, ТИМР, Москва.

## Награды
За инновации в строительстве отмечен в 1988 г. Золотой Медалью ВДНХ СССР, Лауреат Премии Совета Министров СССР 1989 г., награждён Почетной Грамотой Верховного Совета Республики Беларусь в 1992 г.